# Liparis arnoglossophylla
Liparis arnoglossophylla är en orkidéart som först beskrevs av Heinrich Gustav Reichenbach, och fick sitt nu gällande namn av Heinrich Gustav Reichenbach och William Botting Hemsley. Liparis arnoglossophylla ingår i släktet gulyxnen, och familjen orkidéer. Inga underarter finns listade i Catalogue of Life.